# Großer Preis von Abu Dhabi 2023
Der Große Preis von Abu Dhabi 2023 (offiziell Formula 1 Etihad Airways Abu Dhabi Grand Prix 2023) fand am 26. November auf dem Yas Marina Circuit in Abu Dhabi, Vereinigte Arabische Emirate statt und war das 22. und letzte Rennen der Formel-1-Weltmeisterschaft 2023.

## Bericht

### Hintergrund
Seit dem Großen Preis von Katar stand Max Verstappen als Weltmeister fest, nach dem Großen Preis von Las Vegas führte dieser in der Fahrerwertung mit 276 Punkten vor Sergio Pérez und mit 317 Punkten vor Lewis Hamilton. In der Konstrukteurswertung stand Red Bull Racing seit dem Großen Preis von Japan als Konstrukteursmeister fest, hier führte das Team nach dem Großen Preis von Las Vegas mit 430 Punkten vor Mercedes und mit 434 Punkten vor Ferrari.
Pirelli stellte den Fahrern die Reifenmischungen C3 Hard (weiß), C4 Medium (gelb) und C5 Soft (rot) sowie Cinturato Intermediates (grün) und Cinturato Full-Wets (blau) für nasse Bedingungen zur Verfügung.
Logan Sargeant (sechs), Lance Stroll, Pérez (jeweils fünf), Hamilton (vier), Nico Hülkenberg, Yuki Tsunoda (jeweils drei), George Russell, Verstappen, Carlos Sainz jr., Lando Norris, Fernando Alonso, Daniel Ricciardo, Valtteri Bottas und Zhou Guanyu (jeweils zwei) gingen mit Strafpunkten ins Wochenende.
Mit Hamilton (fünfmal), Verstappen (dreimal) und Bottas (einmal) traten drei ehemalige Sieger zu diesem Grand Prix an.
Als Rennkommissare für dieses Rennwochenende fungierten Garry Connelly (AUS), Mathieu Remmerie (BEL), Vitantonio Liuzzi (ITA) und Mohamed Al Hashmi (ARE).

### Training
Bis auf AlphaTauri setzten alle Teams im ersten freien Training einen Young Driver ein. Bei Red Bull Racing übernahmen Jake Dennis und Isack Hadjar die Cockpits von Verstappen und Pérez, bei Ferrari kam Robert Schwarzman für Charles Leclerc zum Einsatz. Mercedes setzte Frederik Vesti für Hamilton ein, Alpine Jack Doohan anstelle von Esteban Ocon und McLaren Patricio O’Ward für Norris. Bei Alfa Romeo übernahm Théo Pourchaire den Wagen von Zhou, bei Aston Martin Felipe Drugovich für Alonso. Haas setzte Oliver Bearman für Hülkenberg ein und bei Williams kam Zak O’Sullivan für Alexander Albon zum Einsatz.
Im ersten freien Training fuhr Russell in 1:26,072 Minuten die schnellste Runde vor Drugovich und Ricciardo.
Im zweiten freien Training war Leclerc mit 1:24,809 Minuten Schnellster, gefolgt von Norris und Verstappen.
Das dritte freie Training entschied mit einer Zeit von 1:24,418 dann wieder Russell für sich. Zweiter wurde Norris vor seinem Teamkollegen Oscar Piastri.

### Qualifying
Das Qualifying bestand aus drei Teilen mit einer Nettolaufzeit von 45 Minuten. Im ersten Qualifying-Segment (Q1) hatten die Fahrer 18 Minuten Zeit, um sich für das Rennen zu qualifizieren. Alle Fahrer, die im ersten Abschnitt eine Zeit erzielten, die maximal 107 Prozent der schnellsten Rundenzeit betrug, qualifizierten sich für den Grand Prix. Die besten 15 Fahrer erreichten den nächsten Qualifikationsabschnitt. Verstappen war Schnellster. Sainz jr., Kevin Magnussen, die beiden Alfa Romeo-Fahrer und Sargeant schieden aus. Sargeant konnte keine Zeit setzen, da er die Streckenbegrenzung missachtet hatte. Damit schlug Albon Sargeant zum 22. Mal in der 22. Qualifyingsession der Saison und wurde der erste Fahrer seit Verstappen 2020, der seinen Teamkollegen in Qualifyingduell einer Saison zu Null schlägt. Ironischerweise war Albon selbst damals Verstappens Teamkollege.
Der zweite Abschnitt (Q2) dauerte 15 Minuten. Die schnellsten zehn Piloten qualifizierten sich für den dritten Teil des Qualifyings. Verstappen war Schnellster. Hamilton, Ocon, Stroll, Albon und Ricciardo schieden aus.
Der letzte Abschnitt (Q3) ging über eine Zeit von zwölf Minuten, in denen die ersten zehn Startpositionen vergeben wurden. Verstappen erzielte mit einer Zeit von 1:23,445 Minuten die Bestzeit vor Leclerc und Piastri. Für Verstappen war es die 32. Pole-Position seiner Karriere.

### Rennen
Zu Beginn des Rennens forderte Leclerc in der ersten Kurve Verstappen um die Führung heraus, Verstappen behielt allerdings den ersten Platz und baute langsam einen Abstand zwischen sich und Leclerc auf, so dass Leclerc das dicht dahinter liegende McLaren-Duo aufhalten konnte. Später im Rennen fuhr jedes Auto, das mit dem Medium-Reifen startete, an die Box, mit Ausnahme von Tsunoda, der das Rennen kurzzeitig anführte, bis er in Runde 23 an die Box ging. Russell behauptete weiterhin den dritten Platz hinter Leclerc. In den letzten zehn Runden des Rennens kämpfte Pérez mit Norris um den vierten Platz. Beim finalen Überholvorgang berührten sich die beiden Autos und Pérez erhielt daraufhin eine Zeitstrafe von fünf Sekunden, weil er einen Zusammenstoß verursacht hatte.
Leclerc lag bequem auf dem zweiten Platz, aber Russells dritter Platz und Hamiltons neunter Platz reichten aus, um Mercedes in der Konstrukteurswertung mit drei Punkten Vorsprung vor Ferrari zu halten. Obwohl Sainz jr. gegen Ende des Rennens auf dem zehnten Platz lag, hatte er nur eine einzige Reifenmischung verwendet und musste erneut an die Box, wodurch er aus den Punkterängen fiel. Als sich das Ende des Rennens näherte, überholte Pérez Russell, aber Russell behielt weiterhin einen Vorsprung von weniger als fünf Sekunden und behauptete sich auf dem dritten Platz, nachdem Pérez’ Strafe verhängt worden war. Leclerc bremste absichtlich ab, um Pérez einen Windschatten zu verschaffen, und kassierte schließlich den zweiten Platz, in der Hoffnung, Russell dadurch vom dritten Platz verdrängen zu können. Dennoch gelang es Russell, dicht genug hinter Leclerc zu bleiben und nach der Strafe von Pérez Dritter zu werden.
Verstappen gewann das Rennen vor Leclerc und Russell. Es war Verstappens 54. Sieg, womit er Sebastian Vettel überholte und damit alleine der Fahrer mit den drittmeisten Siegen in der Formel 1 war, sowie sein 19. Sieg der Saison, womit er einen neuen Rekord für die meisten Siege innerhalb einer Saison aufstellte. Während des Rennens absolvierte er zudem seine 1000. Führungsrunde der Saison. Er war der erste Fahrer, dem dieser Meilenstein gelang. Die restlichen Punkteplatzierungen belegten Pérez, Norris, Piastri, Alonso, Tsunoda, Hamilton und Stroll. Pérez beendete das Rennen als Zweiter, allerdings wurde noch eine Zeitstrafe von fünf Sekunden auf seine Zeit addiert, sodass er letztendlich auf Platz vier abrutschte. Verstappen erzielte zusätzlich die schnellste Rennrunde und erhielt dafür einen zusätzlichen Punkt. Er stellte zudem einen neuen Rekord für die meisten in einer Saison erzielten Punkte auf, er beendete die Saison mit 575 Punkten.
Mit diesem Grand Prix endete zum ersten Mal seit 2018 eine Saison, in der kein Fahrer seinen ersten Sieg errang. Zudem konnte Mercedes zum ersten Mal seit 2011 in einer Saison keinen Rennsieg erzielen.
In der Fahrermeisterschaft standen seit dem Großen Preis von Las Vegas die ersten drei Positionen fest, in der Konstrukteursmeisterschaft bleiben die ersten drei Positionen ebenfalls unverändert, Mercedes verteidigte den zweiten Platz erfolgreich gegen Ferrari.

## Meldeliste
| Team                                  | Nr. | Fahrer            | Chassis                           | Motor                             | Reifen |
| ------------------------------------- | --- | ----------------- | --------------------------------- | --------------------------------- | ------ |
| Oracle Red Bull Racing                | 01  | Max Verstappen    | Red Bull Racing RB19              | Honda RBPTH001                    | P      |
| Oracle Red Bull Racing                | 11  | Sergio Pérez      | Red Bull Racing RB19              | Honda RBPTH001                    | P      |
| Oracle Red Bull Racing                | 36  | Jake Dennis       | Red Bull Racing RB19              | Honda RBPTH001                    | P      |
| Oracle Red Bull Racing                | 37  | Isack Hadjar      | Red Bull Racing RB19              | Honda RBPTH001                    | P      |
| Scuderia Ferrari                      | 16  | Charles Leclerc   | Ferrari SF-23                     | Ferrari 066/10                    | P      |
| Scuderia Ferrari                      | 55  | Carlos Sainz jr.  | Ferrari SF-23                     | Ferrari 066/10                    | P      |
| Scuderia Ferrari                      | 39  | Robert Schwarzman | Ferrari SF-23                     | Ferrari 066/10                    | P      |
| Mercedes-AMG Petronas F1 Team         | 63  | George Russell    | Mercedes-AMG F1 W14 E Performance | Mercedes-AMG F1 M14 E Performance | P      |
| Mercedes-AMG Petronas F1 Team         | 44  | Lewis Hamilton    | Mercedes-AMG F1 W14 E Performance | Mercedes-AMG F1 M14 E Performance | P      |
| Mercedes-AMG Petronas F1 Team         | 42  | Frederik Vesti    | Mercedes-AMG F1 W14 E Performance | Mercedes-AMG F1 M14 E Performance | P      |
| BWT Alpine F1 Team                    | 31  | Esteban Ocon      | Alpine A523                       | Renault E-Tech RE23               | P      |
| BWT Alpine F1 Team                    | 10  | Pierre Gasly      | Alpine A523                       | Renault E-Tech RE23               | P      |
| BWT Alpine F1 Team                    | 61  | Jack Doohan       | Alpine A523                       | Renault E-Tech RE23               | P      |
| McLaren F1 Team                       | 81  | Oscar Piastri     | McLaren MCL60                     | Mercedes-AMG F1 M14 E Performance | P      |
| McLaren F1 Team                       | 04  | Lando Norris      | McLaren MCL60                     | Mercedes-AMG F1 M14 E Performance | P      |
| McLaren F1 Team                       | 29  | Patricio O’Ward   | McLaren MCL60                     | Mercedes-AMG F1 M14 E Performance | P      |
| Alfa Romeo F1 Team Stake              | 77  | Valtteri Bottas   | Alfa Romeo C43                    | Ferrari 066/10                    | P      |
| Alfa Romeo F1 Team Stake              | 24  | Zhou Guanyu       | Alfa Romeo C43                    | Ferrari 066/10                    | P      |
| Alfa Romeo F1 Team Stake              | 98  | Théo Pourchaire   | Alfa Romeo C43                    | Ferrari 066/10                    | P      |
| Aston Martin Aramco Cognizant F1 Team | 18  | Lance Stroll      | Aston Martin AMR23                | Mercedes-AMG F1 M14 E Performance | P      |
| Aston Martin Aramco Cognizant F1 Team | 14  | Fernando Alonso   | Aston Martin AMR23                | Mercedes-AMG F1 M14 E Performance | P      |
| Aston Martin Aramco Cognizant F1 Team | 34  | Felipe Drugovich  | Aston Martin AMR23                | Mercedes-AMG F1 M14 E Performance | P      |
| MoneyGram Haas F1 Team                | 20  | Kevin Magnussen   | Haas VF-23                        | Ferrari 066/10                    | P      |
| MoneyGram Haas F1 Team                | 27  | Nico Hülkenberg   | Haas VF-23                        | Ferrari 066/10                    | P      |
| MoneyGram Haas F1 Team                | 50  | Oliver Bearman    | Haas VF-23                        | Ferrari 066/10                    | P      |
| Scuderia AlphaTauri                   | 03  | Daniel Ricciardo  | AlphaTauri AT04                   | Honda RBPTH001                    | P      |
| Scuderia AlphaTauri                   | 22  | Yuki Tsunoda      | AlphaTauri AT04                   | Honda RBPTH001                    | P      |
| Williams Racing                       | 23  | Alexander Albon   | Williams FW45                     | Mercedes-AMG F1 M14 E Performance | P      |
| Williams Racing                       | 02  | Logan Sargeant    | Williams FW45                     | Mercedes-AMG F1 M14 E Performance | P      |
| Williams Racing                       | 45  | Zak O’Sullivan    | Williams FW45                     | Mercedes-AMG F1 M14 E Performance | P      |

Anmerkungen
1. 1 2  Der Red Bull mit der Startnummer 36 wurde im ersten freien Training für Dennis eingesetzt. Verstappen übernahm das Fahrzeug anschließend für das restliche Rennwochenende mit seiner Startnummer 1.
2. 1 2  Der Red Bull mit der Startnummer 37 wurde im ersten freien Training für Hadjar eingesetzt. Perez übernahm das Fahrzeug anschließend für das restliche Rennwochenende mit seiner Startnummer 11.
3. 1 2  Der Ferrari mit der Startnummer 39 wurde im ersten freien Training für Shwartzman eingesetzt. Leclerc übernahm das Fahrzeug anschließend für das restliche Rennwochenende mit seiner Startnummer 16.
4. 1 2  Der Mercedes mit der Startnummer 42 wurde im ersten freien Training für Vesti eingesetzt. Hamilton übernahm das Fahrzeug anschließend für das restliche Rennwochenende mit seiner Startnummer 44.
5. 1 2  Der Alpine mit der Startnummer 61 wurde im ersten freien Training für Doohan eingesetzt. Ocon übernahm das Fahrzeug anschließend für das restliche Rennwochenende mit seiner Startnummer 31.
6. 1 2  Der McLaren mit der Startnummer 29 wurde im ersten freien Training für O’Ward eingesetzt. Norris übernahm das Fahrzeug anschließend für das restliche Rennwochenende mit seiner Startnummer 4.
7. 1 2  Der Alfa Romeo mit der Startnummer 98 wurde im ersten freien Training für Pourchaire eingesetzt. Zhou übernahm das Fahrzeug anschließend für das restliche Rennwochenende mit seiner Startnummer 24.
8. 1 2  Der Aston Martin mit der Startnummer 34 wurde im ersten freien Training für Drugovich eingesetzt. Alonso übernahm das Fahrzeug anschließend für das restliche Rennwochenende mit seiner Startnummer 14.
9. 1 2  Der Haas mit der Startnummer 50 wurde im ersten freien Training für Bearman eingesetzt. Hülkenberg übernahm das Fahrzeug anschließend für das restliche Rennwochenende mit seiner Startnummer 27.
10. 1 2  Der Williams mit der Startnummer 45 wurde im ersten freien Training für O’Sullivan eingesetzt. Albon übernahm das Fahrzeug anschließend für das restliche Rennwochenende mit seiner Startnummer 23.

## Klassifikationen

### Qualifying
| Pos.                                                                      | Fahrer           | Konstrukteur                 | Q1         | Q2       | Q3       | Start |
| ------------------------------------------------------------------------- | ---------------- | ---------------------------- | ---------- | -------- | -------- | ----- |
| 01                                                                        | Max Verstappen   | Red Bull Racing-Honda RBPT   | 1:24,160   | 1:23,740 | 1:23,445 | 01    |
| 02                                                                        | Charles Leclerc  | Ferrari                      | 1:24,459   | 1:23,969 | 1:23,584 | 02    |
| 03                                                                        | Oscar Piastri    | McLaren-Mercedes             | 1:24,487   | 1:24,278 | 1:23,782 | 03    |
| 04                                                                        | George Russell   | Mercedes                     | 1:24,337   | 1:24,013 | 1:23,788 | 04    |
| 05                                                                        | Lando Norris     | McLaren-Mercedes             | 1:24,368   | 1:23,920 | 1:23,816 | 05    |
| 06                                                                        | Yuki Tsunoda     | AlphaTauri-Honda RBPT        | 1:24,286   | 1:24,207 | 1:23,969 | 06    |
| 07                                                                        | Fernando Alonso  | Aston Martin Aramco-Mercedes | 1:24,501   | 1:24,131 | 1:24,084 | 07    |
| 08                                                                        | Nico Hülkenberg  | Haas-Ferrari                 | 1:24,425   | 1:24,213 | 1:24,108 | 08    |
| 09                                                                        | Sergio Pérez     | Red Bull Racing-Honda RBPT   | 1:24,209   | 1:24,116 | 1:24,171 | 09    |
| 10                                                                        | Pierre Gasly     | Alpine-Renault               | 1:24,600   | 1:24,078 | 1:24,548 | 10    |
| 11                                                                        | Lewis Hamilton   | Mercedes                     | 1:24,437   | 1:24,359 | –        | 11    |
| 12                                                                        | Esteban Ocon     | Alpine-Renault               | 1:24,565   | 1:24,391 | –        | 12    |
| 13                                                                        | Lance Stroll     | Aston Martin Aramco-Mercedes | 1:24,405   | 1:24,422 | –        | 13    |
| 14                                                                        | Alexander Albon  | Williams-Mercedes            | 1:24,298   | 1:24,439 | –        | 14    |
| 15                                                                        | Daniel Ricciardo | AlphaTauri-Honda RBPT        | 1:24,461   | 1:24,442 | –        | 15    |
| 16                                                                        | Carlos Sainz jr. | Ferrari                      | 1:24,738   | –        | –        | 16    |
| 17                                                                        | Kevin Magnussen  | Haas-Ferrari                 | 1:24,764   | –        | –        | 17    |
| 18                                                                        | Valtteri Bottas  | Alfa Romeo-Ferrari           | 1:24,788   | –        | –        | 18    |
| 19                                                                        | Zhou Guanyu      | Alfa Romeo-Ferrari           | 1:25,159   | –        | –        | 19    |
| 107-Prozent-Zeit: 1:40,170 min (bezogen auf Q1-Bestzeit von 1:33,617 min) |                  |                              |            |          |          |       |
| DNQ                                                                       | Logan Sargeant   | Williams-Mercedes            | keine Zeit | –        | –        | 20    |

Anmerkungen
1. ↑  Sargeant konnte keine Zeit aufgrund der Überschreitung der Streckenbegrenzung im Qualifying setzen. Ihm wurde allerdings erlaubt zu starten, da er im freien Training ausreichend schnell gefahren war.

### Rennen
| Pos.                                                            | Fahrer           | Konstrukteur                 | Runden | Stopps | Zeit        | Start | Schnellste Rennrunde |
| --------------------------------------------------------------- | ---------------- | ---------------------------- | ------ | ------ | ----------- | ----- | -------------------- |
| 01                                                              | Max Verstappen   | Red Bull Racing-Honda RBPT   | 58     | 2      | 1:27:02,624 | 01    | 1:26,993 (45.)       |
| 02                                                              | Charles Leclerc  | Ferrari                      | 58     | 2      | + 17,993    | 02    | 1:28,199 (44.)       |
| 03                                                              | George Russell   | Mercedes                     | 58     | 2      | + 20,328    | 04    | 1:28,187 (45.)       |
| 04                                                              | Sergio Pérez     | Red Bull Racing-Honda RBPT   | 58     | 2      | + 21,453    | 09    | 1:27,493 (44.)       |
| 05                                                              | Lando Norris     | McLaren-Mercedes             | 58     | 2      | + 24,284    | 05    | 1:28,164 (45.)       |
| 06                                                              | Oscar Piastri    | McLaren-Mercedes             | 58     | 2      | + 31,487    | 03    | 1:28,138 (38.)       |
| 07                                                              | Fernando Alonso  | Aston Martin Aramco-Mercedes | 58     | 2      | + 39,512    | 07    | 1:28,256 (42.)       |
| 08                                                              | Yuki Tsunoda     | AlphaTauri-Honda RBPT        | 58     | 1      | + 43,088    | 06    | 1:29,256 (55.)       |
| 09                                                              | Lewis Hamilton   | Mercedes                     | 58     | 2      | + 44,424    | 11    | 1:28,372 (52.)       |
| 10                                                              | Lance Stroll     | Aston Martin Aramco-Mercedes | 58     | 2      | + 55,632    | 13    | 1:28,050 (44.)       |
| 11                                                              | Daniel Ricciardo | AlphaTauri-Honda RBPT        | 58     | 2      | + 56,229    | 15    | 1:28,571 (47.)       |
| 12                                                              | Esteban Ocon     | Alpine-Renault               | 58     | 1      | + 1:06,373  | 12    | 1:30,033 (34.)       |
| 13                                                              | Pierre Gasly     | Alpine-Renault               | 58     | 2      | + 1:10,370  | 10    | 1:29,016 (35.)       |
| 14                                                              | Alexander Albon  | Williams-Mercedes            | 58     | 2      | + 1:13,184  | 14    | 1:27,845 (45.)       |
| 15                                                              | Nico Hülkenberg  | Haas-Ferrari                 | 58     | 2      | + 1:23,696  | 08    | 1:29,217 (58.)       |
| 16                                                              | Logan Sargeant   | Williams-Mercedes            | 58     | 2      | + 1:27,791  | 20    | 1:28,580 (43.)       |
| 17                                                              | Zhou Guanyu      | Alfa Romeo-Ferrari           | 58     | 2      | + 1:29,422  | 19    | 1:28,746 (43.)       |
| 18                                                              | Carlos Sainz jr. | Ferrari                      | 57     | 2      | DNF         | 16    | 1:29,452 (42.)       |
| 19                                                              | Valtteri Bottas  | Alfa Romeo-Ferrari           | 57     | 1      | + 1 Runde   | 18    | 1:29,863 (42.)       |
| 20                                                              | Kevin Magnussen  | Haas-Ferrari                 | 57     | 2      | + 1 Runde   | 17    | 1:29,934 (46.)       |
| Fahrer des Tages: Yuki Tsunoda (24,2 % der abgegebenen Stimmen) |                  |                              |        |        |             |       |                      |

Anmerkungen
1. ↑  Pérez beendete das Rennen auf Platz 2, erhielt allerdings eine Zeitstrafe von fünf Sekunden und rutschte auf Platz 4 ab.

## WM-Stände nach dem Rennen
Die ersten zehn des Rennens bekamen 25, 18, 15, 12, 10, 8, 6, 4, 2 bzw. 1 Punkt(e). Zusätzlich wurde ein Punkt für die schnellste Rennrunde vergeben, wenn der betreffende Fahrer unter den ersten Zehn ins Ziel kam.

### Fahrerwertung
| Pos. | Fahrer           | Konstrukteur                 | Punkte |
| ---- | ---------------- | ---------------------------- | ------ |
| 1    | Max Verstappen   | Red Bull Racing-Honda RBPT   | 575    |
| 2    | Sergio Pérez     | Red Bull Racing-Honda RBPT   | 285    |
| 3    | Lewis Hamilton   | Mercedes                     | 234    |
| 4    | Fernando Alonso  | Aston Martin Aramco-Mercedes | 206    |
| 5    | Charles Leclerc  | Ferrari                      | 206    |
| 6    | Lando Norris     | McLaren-Mercedes             | 205    |
| 7    | Carlos Sainz jr. | Ferrari                      | 200    |
| 8    | George Russell   | Mercedes                     | 175    |
| 9    | Oscar Piastri    | McLaren-Mercedes             | 97     |
| 10   | Lance Stroll     | Aston Martin Aramco-Mercedes | 74     |
| 11   | Pierre Gasly     | Alpine-Renault               | 62     |

| Pos. | Fahrer           | Konstrukteur          | Punkte |
| ---- | ---------------- | --------------------- | ------ |
| 12   | Esteban Ocon     | Alpine-Renault        | 58     |
| 13   | Alexander Albon  | Williams-Mercedes     | 27     |
| 14   | Yuki Tsunoda     | AlphaTauri-Honda RBPT | 17     |
| 15   | Valtteri Bottas  | Alfa Romeo-Ferrari    | 10     |
| 16   | Nico Hülkenberg  | Haas-Ferrari          | 9      |
| 17   | Daniel Ricciardo | AlphaTauri-Honda RBPT | 6      |
| 18   | Zhou Guanyu      | Alfa Romeo-Ferrari    | 6      |
| 19   | Kevin Magnussen  | Haas-Ferrari          | 3      |
| 20   | Liam Lawson      | AlphaTauri-Honda RBPT | 2      |
| 21   | Logan Sargeant   | Williams-Mercedes     | 1      |
| 22   | Nyck de Vries    | AlphaTauri-Honda RBPT | 0      |

### Konstrukteurswertung
| Pos. | Konstrukteur                 | Punkte |
| ---- | ---------------------------- | ------ |
| 01   | Red Bull Racing-Honda RBPT   | 860    |
| 02   | Mercedes                     | 409    |
| 03   | Ferrari                      | 406    |
| 04   | McLaren-Mercedes             | 302    |
| 05   | Aston Martin Aramco-Mercedes | 280    |

| Pos. | Konstrukteur          | Punkte |
| ---- | --------------------- | ------ |
| 06   | Alpine-Renault        | 120    |
| 07   | Williams-Mercedes     | 28     |
| 08   | AlphaTauri-Honda RBPT | 25     |
| 09   | Alfa Romeo-Ferrari    | 16     |
| 10   | Haas-Ferrari          | 12     |